# 分生子
分生子（ぶんせいし）というのは、子嚢菌及び担子菌門が形成する無性胞子のことである。ある程度はっきりした柄の上に、外生的に作られる。その形成の過程は体細胞分裂による。また、分生子のみで繁殖する菌類のことを不完全菌という。

## 分生子の特徴
分生子（Conidia）というのは、主として子のう菌および担子菌が、無性生殖の方法としてつくる胞子のことである。不完全菌の形成する胞子も分生子である。厚膜胞子を分生子に含める場合もあるが、一般的ではない。栄養菌糸体の一部が分画されてできる硬膜胞子とは異なり、ある程度はっきりとした専用の枝（分生子柄）の先の方に作られる。形成されるときの細胞分裂は、体細胞分裂である。分生子は、分生子柄の先の方に、外生的に作られる。つまり、元になる細胞の内部に作られるのではなく、既存の細胞から外へ出芽するように作られるか、既存の細胞が分画される形でできる。実際には、それだけで論じられないような、様々な方法で作られているが、根本的にはこの二つに分けられる。
分生子の形は様々である。一般に胞子といえば単細胞と思われがちであるが、分生子には、単細胞のものも、多細胞のものもある。全体の形は、球形のものから複雑な形のものまである。それらは菌類の重要な分類的な特徴となっている。陸生のものでは、球形、楕円形、円柱形といった、単純な形のものが主である。水生不完全菌では、分生子はねじれた棒状、いくつもの枝を出した形、中心点から4本の枝を立体的に伸ばしたものなど、複雑で多様な形のものが知られている。陸上でもそのような分生子を作るものがあり、それらをまとめて水生不完全菌の発見者にちなんでIngoldian Fungiと呼ぶ。
菌糸体や分生子は、透明のものや着色したものがある。コロニーを肉眼で見れば、一定の色をしていても、顕微鏡下では透明に見える場合もある。

### 分生子柄
分生子柄は単純なもの、複雑に分枝するもの、胞子をつけない菌糸が飾りのようにのびているものなどあり、これもまた分類以上の重要な特徴である。また、分生子柄をバラバラに作るものの他に、束になって先端にたくさんの分生子をつける分生子束をつくるもの、まとまって分生子柄のマットのようになった分生子座を作るもの、さらにその周辺を覆う構造ができて、小さなキノコのようになった分生子果を作るものもある。その大きなものはクモタケのようにキノコ扱いされるものもある。

## 分生子形成型
分生子がどのようにして分生子柄からできるかを見ると、いくつかの類型に分けられる。そのような分生子の作られ方を分生子形成型といい、不完全菌の分類では重視されている。
不完全菌は、完全世代が見られないので、類縁関係を反映した分類をすることが難しく、いわば見かけ上の特徴だけで分類せざるを得ない。19世紀末に作られたサッカルドーの分類では、糸状不完全菌を、分生子柄が集団を作るかどうか、分生子柄や分生子が着色しているかどうか、分生子の細胞数といったことで上位分類群を作ってあった。これは、整理するには便利ではあるが、極めて機械的な分類である。
いくら不完全菌であっても、分類はやっぱり類縁関係を反映したものであるべきなので、どのような特徴が重要かについて検討が行われた結果、分生子形成型が重要であることが判明し、重視されるようになった。分生子形成型をあらわす用語は、研究者や時代によって出入りがあるが、よく使われるのは以下のようなものである。
分節型：分生子柄が、一定の長さに区分され、それぞれが分生子になる。

アレウリオ型：分生子柄先端が隔壁で分かれ、その細胞が発達して分生子になる。

出芽型：分生子柄先端（など）から、出芽によって分生子を作る。

シンポデュロ型：先端で分生子を出芽した分生子柄がその側面からのびてその先端で分生子を出芽、これを繰り返す。

ポロ型：分生子は出芽によって作られるが、柄の出芽部分の周りが厚くなっている。

フィアロ型：分生子を出芽するための独特の紡錘状細胞がある。

実際には、分生子柄の形や、作られた分生子がそれからどうなるかによって、見かけはずいぶん変わる。たとえばアオカビ・コウジカビはどちらもフィアロ型だが、これらは、新しい分生子は古い分生子を前に押し出して、次々と作られる。すると、分生子形成細胞である紡錘状細胞フィアライド(phialide)の上に分生子の数珠ができる。アオカビでは枝分かれで束になったフィアライドの上に鎖が並んで、筆先か箒のようになる。コウジカビでは柄の先の膨らみの表面にフィアライドが並ぶので、全体の姿は分生子の鎖を並べた針山のようになる。また、トリコデルマもフィアロ型だが、分生子はフィアライド先端の粘液の中に出て、次々作られる分生子はそこに塊を作る。グリオクラディウムでは、アオカビによく似た分生子柄の分枝の上に、トリコデルマのように分生子を作るので、分生子柄全部を覆うような大きな分生子の塊ができる。
分生子形成型の研究が進むにつれ、細部で異なったものや、中間的なものも多数見つかり、今ではこのような分類もすっきりとは行かなくなっている。また、分生子の形成過程にも、電子顕微鏡による微細構造の研究が進み、分生子の細胞壁の由来等、検討が進められている。それらの情報による、分生子形成型そのものの見直しも進められている。他方で、分子遺伝学的手法によって、不完全世代と完全世代を結びつける試みが行われるようになったことから、その結果との引き合わせも進められている。

## 接合菌・卵菌の“分生子”
分生子を形成するのは子のう菌と担子菌（および不完全菌）であるが、接合菌門や卵菌門にも、よく似た散布体を形成するものがある。
接合菌門ケカビ目のカビは、胞子のうの中に多数の胞子のう胞子を形成するのが普通である。胞子のうは、その壁が破れるなどして、胞子を放出する。ところが、そこから特殊化した構造として、胞子のう壁は壊れにくくなり、少数の胞子のう胞子を納めたままで、その根本からはずれてしまうものがある。胞子のうそのものが散布体になったわけで、このような構造を小胞子のうという。さらに、コウガイケカビやクスダマカビでは、小胞子のうの中の胞子の数が1つだけとなるものがあり、こうなると、外見では外生の胞子と区別がつかない。このようなものは、以前には分生子と呼んでいた。キクセラ目のものは、胞子形成のための特殊な枝に不完全菌のフィアライドとよく似た構造のものを作り、そこから細長い外生胞子のようなものを出芽状に形成する。これは、むしろ単胞子性の分節胞子のう（細長い袋に胞子が1列に出来て、袋ごと折れるようにしてバラバラになる胞子のう）だと考えられている。これらの構造は、電子顕微鏡で観察すれば、胞子のうの壁と胞子の細胞壁が区別できるが、不明瞭な場合もある。
ハエカビ目・トリモチカビ目のものも外生胞子のような形の散布体を作るものが多い。ハエカビ目と、トリモチカビ目の一部の作る胞子は、完全に胞子の細胞壁がなく、真の分生子であるとの説がある。
卵菌類のツユカビ目のものには、遊走子のうが遊走子を作らず、そのまま柄からはずれて散布体として振る舞うものがある。宿主植物上で水があれば遊走子を形成する場合もあり、そのまま発芽管を出して成長を始める場合もある。いずれにせよ、その外見と働きは分生子と同じようになり、実際に分生子と呼ばれる場合がある。